# Ozicrypta palmarum
Ozicrypta palmarum là một loài nhện trong họ Barychelidae. Loài này phân bố ờ het Noordelijk Territorium.